# BELIEVE (LUNA SEAの曲)
「BELIEVE」（ビリーヴ）は、LUNA SEAの1stシングル。1993年2月24日発売。

## 解説
初回限定盤にはポストカードが封入されている。ジャケットの表にはRYUICHIが、裏には他のメンバー4人が写っている。規格品番はMVDD-4。
アルバム『IMAGE』でメジャー・デビューを果たしたLUNA SEAにとって初のシングルであり、この2ヵ月後にリリースを控えていたアルバム『EDEN』の先行ナンバーとなった。

## 収録曲
全作詞・作曲・編曲：LUNA SEA
1. BELIEVE
  - SUGIZO原曲。
  - SUGIZOの演奏するヴァイオリンの音色も込められている。原曲は2年前に「CONCLUSION」というタイトルで作られていた[2]。この曲の変遷についてメンバーは「（原曲である）『CONCLUSION』の時点ではメロディーばかりポジティブで、その頃の俺たち自身がそれに見合うほどのポジティブさがなかったから、今いち納得できずにいた」と語っている[3]。
2. Claustrophobia
  - INORAN原曲。2018年12月23日のさいたまスーパーアリーナでのライブ『SEARCH FOR MY EDEN』にて、セットリスト前半の最後に演奏された[4]。

## 収録アルバム
- BELIEVE
  - EDEN
  - SINGLES
  - NEVER SOLD OUT
  - PERIOD 〜THE BEST SELECTION〜
  - LUNA SEA COMPLETE BEST
  - LUNA SEA COMPLETE BEST -ASIA LIMITED EDITION-
  - LUNA SEA 25th Anniversary Ultimate Best -THE ONE-

- Claustrophobia
  - SINGLES

## カバー
BELIEVE
- 相川七瀬 - カバーアルバム『ROCK MONSTER』（2023年11月8日発売）に収録[5]。